# خربن برورن
خربن برورن (هلندی: Gerben Broeren؛ زادهٔ ۱۹ دسامبر ۱۹۷۲) دوچرخه‌سوار اهل هلند است.